# 534 ناسوفيا
534 ناسوفيا كويكب صغير يتخذ مداراً حول الشمس، وعضو في عائلة كورونيس اكتشف من قبل عالم الفلك الأمريكي ومكتشف الكواكب الصغيرة ريموند سميث دوغان